# Bembina atomaria
Bembina atomaria är en fjärilsart som beskrevs av Walker 1855. Bembina atomaria ingår i släktet Bembina och familjen tofsspinnare. Inga underarter finns listade i Catalogue of Life.